# مینداوگاس میزگایتیس
مینداوگاس میزگایتیس (به لیتوانیایی: Mindaugas Mizgaitis؛ زادهٔ ۱۴ اکتبر ۱۹۷۹) کشتی‌گیر اهل لیتوانی است.